# Kiss Unplugged (video)
Kiss Unplugged je video americké rockové skupiny Kiss vydané v roce 1996. Jedná se o videozáznam koncertu pro MTV.Na tomto videu se skupina sešla v původní sestavě poprvé od roku 1979. K sestavě ve složení Paul Stanley, Gene Simmons, Bruce Kulick a Eric Singer se v průběhu koncertu přidá Ace Frehley a Peter Criss. Nahrávalo se v New Yorku v Sony Music Studios.Tento koncert vyšel také v audio vezi na CD , MC a LP. Vystoupení v původní sestavě vyvolalo obrovský ohlas u fanoušků a skupina se proto rozhodla pro velkolepé Reunion Tour v původní sestavě v kostýmech a maskách.

## Seznam skladeb
| Pořadí | Název                    | Autor                                | Délka |
| ------ | ------------------------ | ------------------------------------ | ----- |
| 1.     | Comin' Home              | Stanley / Ace Frehley                |       |
| 2.     | Plaster Caster           | Gene Simmons                         |       |
| 3.     | Goin' Blind              | Simmons / Coronel                    |       |
| 4.     | Do You Love Me           | Stanley / Bob Ezrin                  |       |
| 5.     | Domino                   | Simmons                              |       |
| 6.     | Got to Choose            | Paul Stanley                         |       |
| 7.     | Sure Know Something      | Stanley / Poncia                     |       |
| 8.     | A World Without Heroes   | Stanley / Simmons / Ezrin / Lou Reed |       |
| 9.     | Rock Bottom              | Stanley / Frehley                    |       |
| 11.    | See You Tonight          | Simmons                              |       |
| 12.    | I Still Love You         | Stanley / Vinnie Vincent             |       |
| 13.    | Every Time I Look at You | Simmons / Ezrin                      |       |
| 14.    | 2,000 Man                | Mick Jagger / Keith Richards         |       |
| 15.    | Beth                     | Peter Criss / Ezrin                  |       |
| 16.    | Nothin' to Lose          | Simmons                              |       |
| 17.    | Rock and Roll All Nite   | Stanley / Simmons                    |       |

## Obsazení
- Paul Stanley – kytara, zpěv
- Gene Simmons – basová kytara, zpěv
- Eric Singer – bicí, zpěv
- Bruce Kulick – sólová kytara, zpěv
- Peter Criss – bicí, zpěv
- Ace Frehley – sólová kytara, zpěv